# 佐藤友美 (フィギュアスケート選手)
佐藤 友美（さとう ともみ）は、日本のフィギュアスケート選手（男子シングル）。東京都出身。1972年全日本フィギュアスケート選手権2位。

## 経歴
1968年、国民体育大会に東京都代表として出場し、高校男子で優勝。同年、全日本選手権に出場し3位に入る。1969年の国体では高校男子で2連覇を果たす。同年の全日本選手権では2年連続で3位となる。
1971年、国体の一般男子で初優勝する。1972年の全日本選手権では佐野稔に続いて2位に入る。1973年、国体の一般男子で2度目の優勝を果たす。
引退後は、日本フィギュアスケーティングインストラクター協会に所属し、現在は副理事長を務めている。

## 主な戦績
| 大会/年      | 1967-68 | 1968-69 | 1969-70 | 1970-71 | 1971-72 | 1972-73 |
| ------------ | ------- | ------- | ------- | ------- | ------- | ------- |
| 全日本選手権 |         | 3       | 3       |         |         | 2       |
| 国民体育大会 | 1       | 1       |         | 1       |         | 1       |